# Steinhaus (Odenthal)
Steinhaus ist ein Wohnplatz in Oberodenthal in der Gemeinde Odenthal  im Rheinisch-Bergischen Kreis.

## Lage und Beschreibung
Steinhaus liegt im Scherfbachtal und gliedert sich in zwei Teile: das erst im 20. Jahrhundert entstandene Steinhaus an der Scherfbachtalstraße zwischen Klasmühle und Pistershausen und Gut Steinhaus weiter südlich am Steinhauser Siefen.

## Geschichte
Steinhaus findet Erwähnung, als der Hof 1379 von Bruno von Garath an die Abtei Altenberg verkauft wurde. Er blieb bis zur Aufhebung des Klosters in dessen Besitz.
Die Topographia Ducatus Montani des Erich Philipp Ploennies, Blatt Amt Miselohe, belegt, dass der Wohnplatz 1715 als Freyhof kategorisiert wurde und mit Stenhus bezeichnet wurde.
Carl Friedrich von Wiebeking benennt die Hofschaft auf seiner Charte des Herzogthums Berg 1789 als Stenhus. Aus ihr geht hervor, dass Steinhaus zu dieser Zeit Teil von Oberodenthal in der Herrschaft Odenthal war.
Unter der französischen Verwaltung zwischen 1806 und 1813 wurde die Herrschaft aufgelöst und Steinhaus wurde politisch der Mairie Odenthal im Kanton Bensberg zugeordnet. 1816 wandelten die Preußen die Mairie zur Bürgermeisterei Odenthal im Kreis Mülheim am Rhein.
Der Ort ist auf der Topographischen Aufnahme der Rheinlande von 1824 als Steinhaus und auf der Preußischen Uraufnahme von 1840 als Steinhaus verzeichnet. Ab der Preußischen Neuaufnahme von 1892 ist er auf Messtischblättern regelmäßig als Steinhaus oder ohne Namen verzeichnet.
| Jahr | Einwohner | Wohngebäude | Kategorie  |
| ---- | --------- | ----------- | ---------- |
| 1822 | 11        |             | Hof        |
| 1830 | 12        |             | Hof        |
| 1845 | 18        | 3           | Ackergüter |
| 1871 | 25        | 3           | Hofstelle  |
| 1885 | 11        | 3           | Wohnplatz  |
| 1895 | 20        | 3           | Wohnplatz  |
| 1905 | 16        | 2           | Wohnplatz  |